# Spawn of the North
Spawn of the North (bra: Lobos do Norte) é um filme estadunidense de 1938, do gênero ação, dirigido por Henry Hathaway e estrelado por George Raft e Henry Fonda. A Paramount Pictures recebeu um Oscar especial graças aos efeitos especiais fotográficos e sonoros empregados na produção.
A história seria refilmada em 1954 como Alaska Seas pela própria Paramount, com Robert Ryan e Brian Keith.

## Sinopse
Alasca, início do século XX. Os pescadores de salmão Tyler e Jim são amigos de infância. Tyler namora Nicky Duval, dona do hotel, enquanto Jim inicia um romance com Dian Turlon, filha do proprietário do jornal local. Entretanto, a amizade entre os dois fica abalada quando Tyler alia-se a piratas russos, ladrões de seus colegas de profissão. Por sua vez, Jim e outros pescadores formam um grupo de combate aos bandidos. À medida que os incidentes se sucedem, a temperatura entre os agora ex-companheiros sobe, o que pode ter consequências trágicas.

## Elenco
| Ator/Atriz        | Personagem    |
| ----------------- | ------------- |
| George Raft       | Tyler Dawson  |
| Henry Fonda       | Jim Kimmerlee |
| Dorothy Lamour    | Nicky Duval   |
| Akim Tamiroff     | Red Skain     |
| John Barrymore    | Windy Turlon  |
| Louise Platt      | Dian Turlon   |
| Lynne Overman     | Jackson       |
| Fuzzy Knight      | Lefty Jones   |
| Vladimir Sokoloff | Dimitri       |
| Duncan Renaldo    | Ivan          |